# Csergő Hugó
Csergő Hugó, születési nevén Hőnig Hugó (Budapest, 1877. január 28. – Sachsenhausen, 1945. január 1.) költő, író, újságíró.

## Élete
Hőnig Vilmos és Schlanger Cecília (1852–1938) fiaként született. Középiskolai tanulmányait 1887 és 1894 között a Budapesti V. Kerületi Királyi Katolikus Főgimnáziumban végezte. 1895 és 1898 között a Budapesti Tudományegyetem Jog- és Államtudományi Karán tanult, s államtudományi doktorátust szerzett, majd újságíró lett. Előbb a Fővárosi Lapok, majd a Pesti Napló munkatársa, azután 1905-ben Vázsonyi Vilmos lapja, a Polgár szerkesztője volt. Végül a Pesti Hírlap munkatársa lett. Irodalmi munkássága elismeréseként 1907-ben elnyerte a főváros 2000 koronás Ferenc József-díját. Sokáig munkatársa volt Kiss József lapjának, a Hétnek. 1911-ben Budapesten feleségül vette Weiszmann Rozáliát, Fodor Aranka opera-énekesnő nővérét. 1914-ben megszervezte és 1921-ig vezette a főváros népjóléti osztályát. Később a Pesti Izraelita Hitközség főjegyzőjeként működött.
Az Országos Magyar Izraelita Közművelődési Egyesület (OMIKE) kultúrtanácsának 1939. novemberi alapításakor elnökhelyettesnek választották. A német megszállás idején a Központi Zsidó Tanács egyik tanácsadója, Stern Samu elnök titkára volt. A holokauszt áldozata lett.
Nagy számmal vannak versei, novellái, színdarabokat is írt. A szépirodalom minden ágában ért el sikereket. Balassa Józseffel közösen összeszedte és sajtó alá rendezte Vázsonyi Vilmos írásait (két kötet, 1927). Szerkesztette a Száz év zsidó magyar költői című antológiát (Bp., é. n.).

## Munkái
- Versek (1904)
- Az utolsó felvonás (elbeszélések; Budapest, 1900)
- A lovag úr (színmű, bemutatta a Vígszínház; Budapest, 1906)
- Harminc év (versek; Budapest, 1908)
- Levelek, amiket meg nem írunk (regény; Budapest, 1910)
- A mi szívünk asszonya (1916)
- A budapesti nyomor vörös könyve (Budapest, 1919)
- Az első hajnal (színmű, bemutatta a Renaissance Színház; Budapest, 1923)
- Csergő Hugó munkái 1897–1927 (I-II. kötet; Budapest, 1928)
- Őszi szonáta (Országos Magyar Izraelita Közművelődési Egyesület, Budapest, 1943)